# Tao (canción)
«TAO» es el vigésimo y último sencillo lanzado por la banda Do As Infinity el 27 de julio del 2005 bajo el sello de avex trax.

## Detalles
El título tiene relación con el término utilizado en la filosofía china del [Tao] (que significa «Camino»), y tiene su significado en el contexto de la canción como una bifurcación de los caminos. "TAO" trata sobre el fin de una amistad, para seguir caminos en separados pero sin olvidar nada de lo vivido anteriormente. Fanáticos de la banda algo sospecharon que ocurriría al lanzarse este tema primero dentro de la gira promocional de su álbum "[NEED YOUR LOVE]" lanzado poco tiempo antes y posteriormente como sencillo, hasta que algunos meses más tarde Do As Infinity anunciaba su separación definitiva. Al final del video musical Tomiko Van pronuncia la palabra "Sayonara" sin sonido (en japonés adiós), lo que también dio que pensar sobre que ocurriría finalmente con la banda.
El sencillo sólo fue incluido en la compilación de sencillos "Do The A-side" lanzado por la banda posterior a su separación, en cuanto que el b-side titulado "aurora" sólo está disponible en este sencillo. En la compilación antes mencionada se relata que "TAO" originalmente iba a ser una canción más dentro del álbum "NEED YOUR LOVE", pero finalmente no fue incluida ya que no encajaba bien con el tema que dicho álbum quería transmitir.
"TAO" fue también el tema principal del videojuego para la consola PlayStation 2 llamado Tales of Legendia.

## Canciones

### CD
1. «TAO»
2. «aurora»
3. «TAO» (Instrumental)
4. «aurora» (Instrumental)

### DVD
1. «TAO» (Music Clip)

- Datos: Q7684222